# Limosella inflata
Limosella inflata är en flenörtsväxtart som beskrevs av O.M. Hilliard och B.L. Burtt. Limosella inflata ingår i släktet ävjebroddar, och familjen flenörtsväxter. Inga underarter finns listade i Catalogue of Life.